# Пигрет Галикарнасский
Пигрет (др.-греч. Πίγρης; конец VI до н. э. — начало V века до н. э.) — древнегреческий поэт карийского происхождения.

## Биография
Происходил из династии Адусидов. Сын Лигдамида I, царя Карии и Галикарнаса. Получил хорошее образование. В отличие от старшего брата Мавсола I и сестры Артемисии I отказался от участия в политических делах. Больше увлекался литературой. О его жизни известно мало.

## Творчество
Считается автором сатирической пародии на героический эпос — Батрахомиомахии. Здесь почти впервые проявился такой способ построения произведения как намеренное противоречие между формой и содержанием. Пигрет впервые использовал ямбический триммер, также часто чередуются ямб и гекзаметр.